# Jorge Picó Álvarez
Jorge Picó Álvarez es un pianista español de música clásica nacido en Madrid. Concertista y docente en el Conservatorio Profesional de Música de Alcalá de Henares, Madrid. Antes fue profesor del Conservatorio Profesional de Música Arturo Soria de Madrid (desde 2008 hasta 2010).

## Biografía
Jorge Picó nació en Madrid, España. Estudió con las profesoras Ester Sainz de Aja y María Luisa Villalba antes de ingresar en el Conservatorio Superior de Música de Madrid donde estudia con Julián López Gimeno. Obtiene el título Superior de piano y el Premio Extraordinario Fin de Carrera. Mediante la beca Joel Estes Tate puede estudiar en la Universidad Metodista del Sur en Texas, EUA, con Joaquín Achúcarro, desde 2001 a 2003. Y becado por el Ministerio de Educación (MEC) continúa su formación en la Real Academia de Música de Londres, Reino Unido, con Martin Roscoe, Arnaldo Cohen y Hamish Milne.
Ha continuado estudios de perfeccionamiento con Peter Bithell, Gyorgy Sandor, Jorge Federico Osorio, Abbey Simon, Alessio Bax, Alfred Mouledous, Christopher Elton, Alexander Satzs, Ian Fountain y Dominique Merlet.
A los nueve años dio su primer concierto en un ciclo de música clásica en Mallorca. A los once grabó para Televisión Española obras de Chopin y Dimitri Kabalevski. A los dieciséis actuó en el Teatro de la Zarzuela de Madrid. Ha dado recitales como solista en España, Estados Unidos y Reino Unido.
Ha realizado grabaciones para RNE, giras de conciertos con Juventudes Musicales de España, ha sido jurado en el XXV Concurso Internacional de Piano Delia Steinberg en Madrid, entre otros, y ha dado recitales con las orquestas Sinfónica del Norte de Portugal y RTVE, con directores como Manuel Teixeiro, José Lobo y Adrian Leaper.
Forma parte del Trío Max Bruch junto con el clarinetista Adolfo Garcés-Sauri y el violonchelista Jacobo Villalba.

## Premios
- Primer Premio en el XXIII Concurso de Piano Nueva Acrópolis, ahora Concurso Internacional de Piano Delia Steinberg, Madrid, España, en 2004 (compartido).[4]
- XIII Concurso Nacional de Piano Ciudad de Carlet, en 2004 (compartido).[5]
- XVIII y XIX Concurso Nacional de Piano Marisa Montiel.
- VII Concurso Nacional de Piano José Rosa.
- Segundo Premio XXIV Concurso Nacional de Piano Ciudad de Albacete, Premio ‘’Carmen Ibáñez’’, España, en 2004.[6][7]
- Concurso Internacional de Piano Corpus Christi, EUA.
- Concurso Internacional de Piano Conroe, EUA.
- Premio del Club de la Real Academia Internacional de Música, UK.
- XIX Concurso Internacional de Piano Ciudad de Ferrol, España.
- Semifinalista del Concurso de Piano Frechilla-Zuloaga, Valladolid, España, en 2005.[8]